# Thelidium minimum
Thelidium minimum är en lavart som först beskrevs av A. Massal. ex Körb., och fick sitt nu gällande namn av Johann Franz Xaver Arnold. Thelidium minimum ingår i släktet Thelidium och familjen Verrucariaceae.   Inga underarter finns listade i Catalogue of Life.